# Shimano
Shimano, Inc. (japonsky 株式会社シマノ – kabušiki gaiša Šimano) je nadnárodní společnost se sídlem v Sakai v Japonsku, která vyrábí vybavení pro golf, snowboarding, rybaření, ale zejména kola a součástky pro cyklistiku.
Společnost založil v roce 1921 Šozaburo Šimano (po němž nese název), ale většího rozmachu se firma dočkala v 70. letech, kdy začala s výrobou cyklosoučástek. Má 32 konsolidovaných a 11 nekonsolidovaných poboček a hlavní výrobnu v Číně (městě Kušan), dále v Malajsii a Singapuru. Objem netto prodeje v roce 2005 činil 1,4 mld. USD s poměrem 41 % v Evropě, 17 % v Americe. Součástky do kol činí 75 %, navijáky 23 % a ostatní 2 %. Společnost již emitovala veřejně obchodovatelné akcie v objemu 102,8 milionu dolarů.[zdroj?]

## Cyklosoučástky
horská kola
- Tourney
- Tourney TX
- DRX
- ALTUS
- Acera ALTUS
- Acera
- ALIVIO
- DEORE
- ZEE
- SLX
- DEORE XT (série M8050)
- DEORE XT (série M8000)
- DEORE XT
- Saint
- XTR (série M9050)
- XTR (série M9000)

trekingová kola
- Acera
- ALIVIO
- DEORE
- (Deore) LX
- (Deore) XT

cykloturistická kola
- Nexus
- Alfine

e-biking
- série E6000
- série E8000

městská kola
- METREA

silniční kola
- A050
- Tourney
- Claris
- SORA
- Tiagra
- 105
- ULTEGRA (série 6870)
- ULTEGRA
- DURA-ACE (série 9070)
- DURA-ACE